# Àngel Cerdà
Angel Cerdà (Oviedo, 1924 - Barcelona el 27 de novembre de 2010) Destaca tant per les obres instrumentals com per les vocals.
Es va formar en el Conservatori de Música del Liceu, i en composició i orquestració sota el mestratge de Cristòbal Taltabull.
Durant els anys cinquanta va realitzar algunes de les obres de cambra més importants de la seva trajectòria com la Sonata para piano y vilonchelo de l'any 1954. Posteriorment va deixar de compondre durant un llarg període, fins als anys vuitanta quan va tornar a compondre. En aquesta segona fase de la seva carrera professional van destacar les obres orquestrals, com el Divertimento concertate para cuatro instrumentos de viento, piano y orquesta.
Les seves obres es poden dividir en música instrumental i música vocal:
- Música instrumental: 4 Miniatures, pno. (1950); 10 Preludios, pno. (1951); 3 sonates pno. (núm. 1, 1952; núm. 2, 1953; núm. 3,); Piezas para piano (1954); Sonata para piano y violonchelo (1954); Rondó para dos pianos (1955); Divertimento, ob., cl., cl. baix (1955); Suite para orquesta de cuerda, orq. cambra (1955); Platero y yo, orq. c. (1955); Sexteto, fl., 2 cl., fg., vla., vlc. (1958); Rondó, fl., pno. (1959); Divertimento concertante, vl. i orq. (1981); Concert per a piano i orquestra (1982); Homentatge a la memòria de C. Taltabull (1984); Concert per a violí i orquestra (1984); Splai, conjunt instr. (1985); Tres moviments per a cordes (1985); Concert per a violoncel i orquestra (1986); Concierto capricho, vl. i orq. (1987); Concert, vl. i orq. (1987); Introducció i Scherzo (1988); Sinfonietta (1990).

- Música vocal: 3 Letras asturianas, S., pno. (1954); Dos nanas, S., pno. (1952); Elegía a Platero, cor i orq. (1957); 13 Canciones populares catalanas, qt. vocal, conjunt instr. (1969; Espinàs).

L'any 1956 va guanyar el primer premi de les Joventuts Musicals amb la suite Platero y yo per a gran orquestra, obra que fou estrenada l'any 1958 sota la direcció d'Eduard Toldrà.